# Olivo e Pasquale
Pour les articles homonymes, voir Olivo.
Versions successives
- 1826, Rome, Teatro Valle, 7 janvier 1827
- 1827 (rév.), Naples, Teatro Nuovo, 1er septembre 1827

Personnages
- Olivo (baryton)
- Pasquale (basse)
- Isabella, fille d'Olivo (soprano)
- Camillo, apprenti marchand (contralto ou ténor)
- Matilde, femme de chambre d'Isabella (mezzo-soprano)
- Monsieur Le Bross, marchand de Cadix (ténor)
- Columella, pauvre gentilhomme, voyageur (basse buffo)
- Diego, domestique au service des deux frères (baryton)

Airs
- « Isabella, voi scherzate ? » (Le Bross, Isabella) (Acte II, Scène 2)

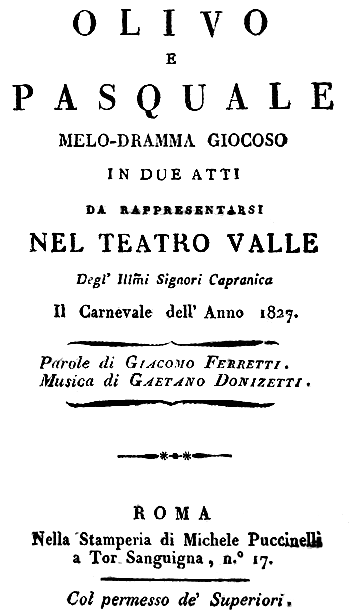
Couverture du livret de 1827.

Olivo e Pasquale est un opéra-bouffe (opera buffa) en 2 actes, musique de Gaetano Donizetti, livret de Jacopo Ferretti, créé le 7 janvier 1827 au Teatro Valle de Rome.

## Histoire
Après avoir passé à Naples un été exténuant, marqué par la reprise d’Alahor in Granata et la composition d’Elvida et de Gabriella di Vergy, Donizetti partit le 31 août 1826 pour Rome où il signa un contrat avec l'imprésario Aniceto Pistoni pour la composition d'un opéra-bouffe destiné à être donné au Teatro Valle durant la prochaine saison du Carnaval. Il se mit au travail avec entrain puisque dès le 30 septembre il écrivait à Simon Mayr qu'il avait ébauché la partition – c'est-à-dire composé la musique sans l'orchestrer – jusqu'au milieu de l'acte II.
Le nouvel opéra fut créé le 7 janvier 1827. Cette première production fut assez fraîchement reçue en raison de l'incompétence de la prima donna, Emilia Bonini et sans doute aussi du fait que, compte tenu de la troupe limitée qu'il avait à sa disposition au Teatro Valle, Donizetti avait dû confier le rôle du jeune amant Camillo à un musico, c'est-à-dire un contralto féminin chantant en travesti, ce qui apparaissait alors comme passablement démodé dans le répertoire comique. Le livret de Jacopo Ferretti, assez lâchement construit principalement à partir d'une comédie homonyme d'Antonio Simone Sografi (Venise, 1794) dans la trame de laquelle il inséra un épisode tiré d'une autre pièce du même auteur, en était également en partie responsable. Néanmoins, l'ouvrage eut au minimum un succès d'estime puisqu'il tint l'affiche jusqu'au 5 février.
À la faveur d'une reprise de l'ouvrage à Naples la même année au Teatro Nuovo, dont il était devenu entre-temps le directeur musical, Donizetti révisa sa partition et transposa le rôle de Camillo pour ténor.
Par la suite Olivo e Pasquale eut un certain succès : pendant environ dix ans, il fut assez fréquemment repris et continua d'être joué jusque vers 1869. Il fut largement donné hors d'Italie :  en Angleterre (Londres, 1832), en Espagne (Barcelone, 1833), en France (Bastia, 1833), au Portugal (Lisbonne, 1836), en Allemagne (Berlin, 1845), en Autriche (Vienne, 1836 en allemand, 1847 en italien). La première reprise au XXe siècle eut lieu à l'été 1980 à Barga sous la direction du chef d'orchestre Bruno Rigacci.

## Distribution
| Rôle                                         | Interprètes lors de la première le 7 janvier 1827 Rome, Teatro Valle | Interprètes lors de la reprise du 1er septembre 1827 Naples, Teatro Nuovo (Version révisée de 1827) |
| -------------------------------------------- | -------------------------------------------------------------------- | --------------------------------------------------------------------------------------------------- |
| Olivo                                        | Domenico Cosselli baryton                                            | Vincenzo Galli baryton                                                                              |
| Pasquale                                     | Giuseppe Frezzolini basse                                            | Gennaro Luzio basse                                                                                 |
| Isabella, fille d'Olivo                      | Emilia Bonini soprano                                                | Annetta Fischer soprano                                                                             |
| Camillo, apprenti marchand                   | Anna Scudellari-Cosselli contralto                                   | Francesco Regoli ténor                                                                              |
| Matilde, femme de chambre d'Isabella         | Agnese Loyselet mezzo-soprano                                        | Francesca Checcherini mezzo-soprano                                                                 |
| Monsieur Le Bross, marchand de Cadix         | Giovanni Battista Verger ténor                                       | Manzi ténor                                                                                         |
| Columella, pauvre gentilhomme, voyageur      | Luigi Garofolo basse buffo                                           | de Nicola basse buffo                                                                               |
| Diego, domestique au service des deux frères | Stanislao Pro baryton                                                | Giuseppe Papi baryton                                                                               |
| Domestiques, jeunes négociants, marins.      |                                                                      | |

## Argument
L'action se passe à Lisbonne.
Olivo et Pasquale sont deux frères, tous deux négociants aisés de Lisbonne : le premier sanguin et brutal, le second doux et timide. La fille d'Olivo, Isabella, aime un jeune apprenti, Camillo, mais son père veut qu'elle épouse un riche marchand de Cadix, Le Bross. Isabella avoue à Le Bross qu'elle aime quelqu'un d'autre mais, lorsqu'on lui demande de le désigner, elle n'ose pas dire la vérité et prétend qu'il s'agit de Columella, un vieil homme vaniteux et un peu dérangé. Olivo entre en fureur quand il découvre que sa fille résiste à sa volonté et Le Bross, choqué de ses éclats, devient l'allié actif d'Isabella et promet de l'aider à épouser Camillo. Les amants menacent de se suicider si Olivo ne consent pas à leur mariage avant cinq heures, mais celui-ci refuse de céder au chantage. L'heure sonne, des coups de feu se font entendre. Pasquale s'évanouit et Olivo déclare qu'il préférerait qu'Isabella épouse Camillo plutôt qu'elle ne se tue. Le couple souriant apparaît à la porte et Olivo les embrasse et bénit leur union.

## Analyse
« Encore influencé par Rossini, Donizetti affirme pourtant sa personnalité, en particulier dans l'enchaînement de moments comiques et de scènes sentimentales. » (Philippe Thanh)
« Les numéros remarquables d’Olivo et Pasquale sont le quatuor pour ténor, baryton et deux basses qui précède le premier changement de scène à l'acte I et le duo d'Isabelle et d'un Le Bross compatissant (en quelque sorte le Malatesta de cet ouvrage), Isabella, voi scherzate ?, à l'acte II. Dans le quatuor, Le Bross, riche marchand de Cadix, se présente, tandis que le grognon Olivo, père d'Isabella, et son timide frère Pasquale se vantent de son éducation bien protégée et que Columella joue la mouche du coche en introduisant ses commentaires ; la musique, inspirée par les contrastes de caractères et superbement construite, et le jeu des lignes vocales qui se superposent crée un effet comique authentique. Dans son duo de l'acte II, Isabella confesse à Le Bross qu'elle aime Camillo, et convainc le marchand de l'aider à convaincre son père et son oncle de la sincérité de ses sentiments. Cette situation contient l'élément de pathétique qu'il fallait pour amener Donizetti à composer une musique véritablement empreinte d'émotion. » (William Ashbrook)
« Il s'agit [...] d'un [des] ouvrages les plus faibles [de Donizetti]. [...] La partition ne manque pas d'agitation "rossinienne", appelée à imiter une vie théâtrale absente du tableau par manque de véritable inspiration. On peut sauver le duo entre Isabella et Le Bross au IIe acte. » (Piotr Kaminski)

## Discographie
| Année | Distribution (Olivo, Pasquale, Isabella, Camillo, Le Bross, Columella)                                | Chef d'orchestre, Orchestre et chœur                 | Label Nuova Era                                                                |
| ----- | --- | ---------------------------------------------------- | ------------------------------------------------------------------------------ |
| 1980  | John del Carlo Gastone Sarti Estella Maria Gibbs Sabrina Bizzo Giovanni Ovidio Mastino Enrico Bonelli | Bruno Rigacci Orchestre et chœur de l'opéra de Barga | CD Audio : Nueva Era Réf. : 1112 (2 CD) Enregistrement live le 27 juillet 1980 |

### Sources
- (en) William Ashbrook, Donizetti and his operas, Cambridge University Press, 1982  (ISBN 0-521-27663-2)
- (fr) Piotr Kaminski, Mille et un opéras, Paris, Fayard, coll. « Les Indispensables de la musique », 2003  (ISBN 978-2-213-60017-8)
- (fr) Philippe Thanh, Donizetti, Actes Sud, 2005  (ISBN 2-7427-5481-4)
- (de) T. G. Waidelich, 'in dem Vaterlande der Haydn, der Mozarte und so vieler andern berühmten Componisten'. Ein unbekannter Brief Gaetano Donizettis betreffend den Vertrieb seiner Opera buffa Olivo e Pasquale in Deutschland, in: Semantische Inseln - Musikalisches Festland für Tibor Kneif zum 65. Geburtstag, Hamburg 1997, S. 57–62.